# ستبرتنگان
ستبرتنگان (نام علمی: Pachycormidae) نام یک تیره از رده پرتوبالگان است.